# Lemony Snicket: A balszerencse áradása (könyvsorozat)
A balszerencse áradása (The Series of Unfortunate Events) 13 tagú könyvsorozat, szerzője Daniel Handler, aki Lemony Snicket álnév alatt írta és Brett Helquist illusztrálta. Első négy kötetét magyarul az Egmont-Hungary Kiadó adta ki 2001–2002-ben, majd az Alexandra Kiadó a további köteteket is 2005-től kezdődően.

## Cselekmény
|  | Alább a cselekmény részletei következnek! |

A három Baudelaire gyerek – Violet, a legidősebb 14 éves, és tehetséges feltaláló, Klaus 12 éves és rengeteget olvas, Sunny kb. 1-2 éves és az a specialitása, hogy nagyon erősek a fogai – egy nagy házban éltek szüleikkel. Épp a Ragyogó Parton voltak, amikor Poe bácsi, Baudelaire-ék ügyintézője megjelent és elmondta nekik, hogy a házuk leégett és a szüleik bennégtek.
Poe bácsi lesz az árvák ügyintézője és ő fog gondoskodni az elhelyezésükről. Utóbb kiderül, hogy nem a legmegfelelőbben végzi a munkáját.
Első alkalommal Olaf grófhoz kerülnek. Olaf gróf azért fogadta be az árvákat, hogy ellophassa a vagyonukat és ezt nem is titkolja előttük. De kiderül, hogy addig nem férhet hozzá, míg valamelyikük nem lesz nagykorú.
Ezek után sem tett le a vagyon megszerzéséről és az árvák nyomában maradt és mindenféle jelmezekben próbált a közelükbe férkőzni, hogy el tudja rabolni őket vagy megszerezni a gyámságot felettük.

## A baljós kezdet
A Baudelaire árvák, házuk leégése és szüleik halála után Olaf grófhoz kerülnek.
Mikor Poe bácsival elmentek hozzá először Strauss bíróval találkoztak. Már kezdték azt hinni, hogy ő Olaf felesége és vele fognak lakni, amikor kiderült, hogy ő csak a szomszédja.
Olaf gróf egy piszkos kidőlt-bedőlt házban élt és ő maga sem festett másképp.
Hamar kiderült, hogy csak hatalmas vagyonuk miatt akarta örökbe fogadni őket, mert azt hitte, hogy így hozzájuthat.
Mikor kiderült, hogy nem, nagyon dühös lett. Dolgoztatta az árvákat és általában reggelente egy levél várta őket a napi teendőkkel. Egyszer főzniük kellett a színpadi társulatnak, aminek ő a vezetője. Van köztük egy kopasz, egy kampókezű, két fehér arcú nő és egy kövér, akiről nem lehet megállapítani, nő-e vagy férfi. Ekkor Strauss bíróhoz mentek aki mindig szívesen látta őket és segített nekik egy receptet keresni a könyvtárában. Mégis botrány lett a vége és ekkor Olaf megütötte Klaust.
Ezután kitalálta, hogy az egyik darabjában feleségül veszi Violetet. Az árvák kiderítették, hogy ezt csak azért csinálja, hogy megkaphassa a vagyont. De Olaf elrabolta Sunnyt és megzsarolta a két idősebbet, hogy megöli, ha keresztbe tesznek. Felkérte Strauss bírót, hogy szerepeljen a darabjában anélkül hogy tudná, hogy így hivatalosan adja össze őket. Mégis sikerült kiszabadítani Sunnyt és érvényteleníteni a frigyet.
Olaf gróf és bűntársai elmenekültek. A Baudelaire-eknek, pedig el kellett menniük Poe-val, aki kiválasztja az új gyámjukat.

## A hüllők terme
Baudelaire árvák Poe bácsival Tediába mentek a következő gyámjukhoz, aki Montgomery Montgomery, becenevén Monti bácsi lett. Monti bácsi herpetológus, vagyis kígyókkal foglalkozik. Nagyon jól bánt a gyerekekkel, megengedte nekik, hogy segítsenek a munkájában, aminek nagyon örültek. Hatalmas könyvtára is van, ahol Klaus rengeteget olvasott.
Egy perui expedícióra készültek, és Monti bácsi felvett egy új asszisztenst, mert az előző Gusztáv hirtelen felmondott. Helyére Stephano jött, akiről a gyerekek felismerték, hogy ő Olaf gróf álruhában. Olaf megfenyegette őket egy késsel, hogy ne szóljanak Monti bácsinak. Később az is nyilvánvalóvá vált, hogy Gusztáv nem önszántából ment el. Végül Monti észrevette, hogy Stephanóval nincs minden rendben. Olaf ezért megölte úgy, hogy azt higgyék, a Hihetetlenül Veszélyes Vipera ölte meg.
Olaf megpróbálta elvinni a gyerekeket Peruba, hogy könnyebben rátehesse a kezét a vagyonukra. Ekkor megjelent Poe és hosszadalmas győzködés után sikerült bebizonyítani, hogy Stephano valójában Olaf. Olafnak azonban sikerült elmenekülnie.

## Az ablak
Violet, Klaus és Sunny a mindenben veszélyt sejtő Josephin nénihez kerülnek, akinek a háza meglepetéseket tartogat. A néninek, aki a nyelvi tudományok szerelmese, hatalmas könyvtára van… Ismét feltűnik az ördögi Olaf gróf, aki továbbra sem tesz le arról, hogy az árvák vagyonát megkaparintsa. A korábbiaknál is álnokabb fondorlattal férkőzik a közelükbe, és már-már a gyerekek életére tör. Ám velük egyáltalán nem könnyű elbánni: a végsőkig kitartanak. Hátborzongatóan veszélyes helyzetükből Klaus nagyszerű nyelvi logikája, Violet technikai leleményessége és Sunny bátorsága révén szabadulnak meg. Jövőjük azonban, továbbra is sok rejtélyt és kalandot ígér…

## A szerencseszagú fűrésztelep
A Baudelaire gyerekekre – a feltaláló Violetre, a tudós Klausra s a csecsemő Sunnyra – újabb megpróbáltatások várnak. Mostani gondviselőjük, a Szerencseszagú Fűrésztelep tulajdonosa - akinek neve és arca is homályban marad - kemény fafeldolgozó munkára fogja őket, s rendes ennivaló helyett rágógumi az ebédjük. Még ezt is elviselnék valahogy, de a végzet itt is utoléri őket Olaf gróf személyében. Ezúttal még nehezebb felismerni, mert igazán cseles álöltözetet talált ki magának, hogy észrevétlenül a gyerekek közelébe férkőzzön…

## A zord iskola
A történet Baudelaire árvák újabb megpróbáltatásairól szól. Violet, Klaus és Sunny ezúttal egy középiskola falai közé kerülnek, amik csak látszatra biztonságosak. Gyámjuk, Poe bácsi beíratja őket a Kőszikla Bentlakásos Középiskolába, ami számítógépes védőrendszerrel rendelkezik, de Olaf grófot ez sem akadályozza meg abban, hogy álruhát öltve a gyerekek közelébe jusson. Violetnek, Klausnak és Sunnynak most is minden képességére szüksége van, hogy elviseljék az embertelen körülményeket, és hogy leleplezzék Olaf grófot. Tervük megvalósításában a Quagmire ikrek segítik őket. Az akció közben Quagmireék rájönnek egy nagyon fontos dologra.

## A liftakna titka
A szomorú sorsú Baudelaire árvákat ezúttal a Hitvány házaspár veszi szárnyai alá, miközben Poe bácsi elindul a hegyekbe helikopterrel, hogy nyomára bukkanjon az elrabolt Quagmire ikreknek. A Komor körút 667-es számú házban a gyerekek talán végre igazi otthonra találnak, azonban a sok furcsa szokás - például, hogy nem lehet használni a liftet, vagy hogy mindenhol sötétség uralkodik, mert az a menő - már sejteti, hogy ezúttal sem fordul jobbra a gyerekek sorsa. Olaf gróf nemcsak a Baudelaire vagyonra, hanem a Quagmire ikrek zafírjaira is rá akarja tenni a kezét, elvetemült tervét pedig bármi áron végrehajtja. A gyerekek balszerencséjére ehhez most onnan kap segítséget, ahonnan nem is gondolnák.

## A visszataszító város
A Baudelaire gyerekek továbbra is az álnok Olaf gróf elől menekülnek. Ezúttal ők maguk nevezhetik meg azt a várost, mely egy személyben a gyámjuk lesz. Hosszú töprengés után esik a választásuk D. S. A.-ra, mert abban reménykednek, barátaik talán ezen a három titokzatos betűvel jelölt helyen raboskodnak. Megérkezve D. S. A. poros, varjak lepte városába azonban csak értelmetlen szabályokat hozó öregekkel és undok városlakókkal találkoznak. Az egyetlen ember, aki kedvesen bánik velük, Hektor, a város mindenese, aki azonban az Öregek Tanácsa előtt képtelen megvédeni a gyerekeket. Egy félreértés miatt a Baudelaire árvák börtönbe kerülnek, ahol ismételten szükségük lesz minden képességükre a szabaduláshoz, különben a város elevenen megégeti őket.

## A halálos műtét
A három szerencsétlen sorsú Baudelaire testvér, Violet, Klaus és Sunny a végeláthatatlan síkságon kóborolva rátalál az Utolsó Esély vegyeskereskedésre, ahonnan távírón kérnek segítséget Poe bácsitól. Válaszra azonban hiába várnak, és innen is el kell tűnniük, hiszen a Napi Szőrszálhasogató cikke alapján - melyhez balszerencséjükre hatalmas fotó is tartozik - mindenki gyilkosnak hiszi őket. A D. S. A. segítségével jutnak el a Heimlich Kórházba, ahol a szüleikkel kapcsolatos fontos aktára bukkannak. Menekülés közben Violet elszakad a többiektől, Olaf gróf és csatlósai megpróbálják megölni.
|  | Itt a vége a cselekmény részletezésének! |

## Gyámok
A Baudelaire gyerekek szülei elvesztése után ideiglenesen Poe bácsihoz kerülnek. Ő nem a gyámjuk csak az ügyintézőjük, de ő gondoskodik az elhelyezésükről (nem túl jól). Minden egyes kötet elején más és más gyám tűnik fel és rendszerint tűnik el a végére. A Visszataszító Város után viszont úgy döntenek (miután egy rájuk kent gyilkosság miatt üldözték őket), hogy önállósulnak.

### 1. Olaf gróf
Olaf gróf az első kötetben tűnik fel. Saját elképzelése szerint ő egy színész és egy színtársulat élén áll, aminek a tagjai valójában a bűntársai. Csak azért lett gyámja a Baudelaire gyerekeknek, mert el akarta lopni a pénzüket. Miután rájöttek erre (elég későn), akkor Olaf gróf elmenekült a rendőrség elől színtársulatával. Mindenhol megtalálta az árvákat és jelmezekben közelítette meg őket, hogy ellopja a vagyonukat.

### 2.Montgomery Montgomery
Montgomery Montgomery becenevén Monti bácsi az eddigi legjobb gyámja az árváknak. Monty bácsi a herpentológiával, azaz a kígyókkal foglalkozik. Tudóstársai rengeteget ugratták a neve miatt („Jó napot, jón apot Montgomery Montgomery” vagy „Jónapot Montgomery és önnek is Montgomery”), ezért hogy ezt visszaadja felfedezte a Hihetetlenül Veszélyes Viperát, ami neve ellenére az egyik legártalmatlanabb kígyófaj. Olaf sajnos megmérgezi és a gyilkosságot erre a kígyóra keni. Néha félreértette a gyerekeket, mint minden gyámjuk. Kicsit szórakozott, de kedves volt.

### 3. Füttyös Josephin
Füttyös Josephin a Baudelaire árvák nagynénje, a Fájdalom Tava partján él. Sajnos ő nem bizonyul túl jó gyámnak. Mindenben veszélyt sejt. Fél az ügyvédektől, nem meri bekapcsolni a fűtést vagy a sütőt és a tótól is retteg. Érdekes, hogy a tó fölötti szakadékon a házzal, amit póklábszerű vasszerkezet tart meg, hogy ne zuhanjon a mélybe nincs semmi gondja.
Végül inkább átadná a gyerekeket Olaf grófnak, hogy saját életét mentse, de a helyes beszéd miatti kukacoskodása miatt Olaf belelöki a húsevő piócákkal teli vízbe.

### 4. A Szerencseszagú Fűrésztelep
A paltryville-i fűrészmalom-vállalat tulajdonosa, akinek neve és arca is titok marad – Poe bácsi nem tudja kiolvasni, úgyhogy kb. Mr. Wuz, Mr. Qui, Mr. Bek, Mr. Duy, Mr. Sho vagy Mr. Gek lehet. És arcát sűrű szivarfüst borította.– lett a Baudlaire gyerekek gyámja.
A Szerencseszagú Fűrésztelep tulajdonosa sajnos majd olyan kapzsi és önző, mint Olaf gróf. A gyerekeket érkezésükkor csak egy levél várta, hogy hálóteremben lesznek elszállásolva –külön kihangsúlyozta, hogy ingyen– és tanulás helyett dolgozni fognak. Tulajdonképpen Phil a fűrészmalom szélsőségesen optimista dolgozója vigyázott rájuk. A malom dolgozói túlhajszolt fásult népség volt. Fizetés gyanánt (többnyire használhatatlan) kuponokat kaptak.

### 5. Kőszikla Bentlakásos Középiskola
Az előző gyámjuk, miután Olaf gróf nagy felfordulást okozott a fűrészmalomban, úgy döntött, hogy bentlakásos iskolába adja a Baudelaire árvákat. Nevezetesen a Kőszikla Bentlakásos Középiskolába, amit egyszerűen Kövinek becéznek. Nagyon nyomott hangulatú hely, az épületek szürkék és formájuk sírkőhöz hasonlít.
Néró az igazgatóhelyettes, aki minden szabad idejét egy hegedű kínzásával tölti, cseppet sem mondható barátságosnak. Olyan büntetéseket talál ki, mint például az evőeszköz nélküli evés vagy hátrakötött kézzel kutya módjára. Mivel nem kaptak írásbeli engedélyt, hogy hálószobában aludjanak a szüleiktől vagy gyámjuktól, ezért az árvák bódéjában kellett élniük és emiatt szinte mindenki megvetette.

### 6. Hitvány házaspár
A Hitvány házaspár a Komor körút 667 ben laknak, egy 66 emeletes társasház legtetején egy hatalmas luxuslakásban, nem messze az árvák leégett otthonától. Hitvány Esmé Gigi Geneviève – a város hatodik legmenőbb gazdasági tanácsadója – divatőrült, az árvákat is csak azért fogadta be mert az éppen „menő” és messze elkerüli a „ciki” dolgokat. Hatalmas könyvtára van tele divatkönyvekkel, amik leírják, hogy mikor mi a menő vagy ciki. Ő nem is törődik sokat az árvákkal.
Férje Jeromos mindig kedves, de nem mer vitatkozni a feleségével és nem lesz tovább a gyámjuk, amikor a Baudelaire árvák nem mondanak le a Quagmire ikrek felkereséséről.
Hitvány Esmé a Baudelaire árvák szerencsétlenségére Olaf gróf bűntársa, mert vissza szeretné kapni a pénzét, amit, a saját állítása szerint Beatrice a Baudelaire árvák anyja ellopott.

### 7. D. S. A., Hektor
A D.S.A. város lett a gyámjuk a város egy nagy családi programja keretében. D.S.A.-ban az emberek szinte bálványozzák a varjakat, amik ezrével röpködnek a város körül. A város lakói nem hajlandóak házimunkát végezni, ezért tartanak egy gondnokot, aki ezt mindenki helyett megcsinálja. Őt Hektornak hívják és a Baudelaire árvák hozzá kerülnek, ahol ők is házimunkát végeznek.
Ebben a városban rengeteg értelmetlen szabály van. Például nem szabad gépeket készíteni, és betiltottak minden könyvet, amiben a gépeket megemlítik. Szerencsére Hektornak van egy titkos könyvtára és műhelye. Hektor nagyon kedves, csak mikor az Öregek Tanácsa előtt kéne segíteni, akkor mindig megkukul.
Miután ebben a városban Olaf gróf elérte, hogy a Baudelaire árvákat gyilkossággal vádolják, nem mennek új gyámhoz, hanem önállósulnak.

## Barátok

### Duncan és Isadora Quagmire
Ők először a Zord iskola c. részben tűnnek fel. Csakúgy, mint Sunny, Klaus és Violet, ők is elvesztették a szüleiket, és még a harmadik testvérüket, Quigley-t is egy tűzvészben. Ők is örököltek egy nagy kincset, Quagmire-zafírokat. A rész végén elrabolja őket Olaf gróf, és még több részen át ott maradnak, de a Visszataszító város c. részben elmenekülnek Hektor, az árvák új gyámjával az önműködő repülő házzal.
Quigley Quagmire

## Eddigi álruhák
Olaf gróf két nagyon jellegzetes külső ismertetőjegye az összenőtt szemöldöke és a bal bokáján lévő szem alakú tetoválás. Minden jelmezével ezeket igyekszik eltüntetni.
- Stephano, Monty bácsi új asszisztense
  - Leborotválja a szemöldökét
  - Bepúderezi a bal bokáját
- Sham kapitány, hajóárus, hajóbérlős
  - Fél szemét fekete kötéssel eltakarja
  - Faláb
- Shirley, a recepciós hölgy a paltryville-i kórházban
  - Nőnek álcázza magát parókával, rúzzsal
  - Szoknyával eltakarja a tetoválást
- Genghis, a Kőszikla Bentlakásos Középiskola új tornatanára
  - Turbán
  - Edzőcipő
- Günter, egy árverési kikiáltó
  - Monokli miatt nem volt feltűnő a szemöldöke
  - Lovaglócsizma
- Dupin felügyelő, a D. S. A új felügyelője
  - Nagy szemüveg
  - Bokacsizma
- Matthias, a Heimlich Kórház munkaerő-gazdálkodás új vezetője
  - Itt csak mikrofonba beszél, nincs szükség álcára

## Mi az a D. S. A.?
Erre sok magyarázat van. Eddig a következők merültek fel:
Divatos Sütemények Alátétei
Délibábos Sivatag Aprónépe
Derűvel Segítő Alakulat
Destrukciót Szüntető Agens(Ágens)

## Mellékszereplők

### Hihetetlenül Veszélyes Vipera
A Hihetetlenül Veszélyes Vipera A balszerencse áradása című könyvsorozat 2., A hüllők terme című kötetének a szereplője.
Ez a kígyó a Föld legbarátságosabb s legártalmatlanabb kígyója. Monti bácsi fedezte fel Peruban. Szándékosan adta neki ezt a félrevezető nevet, mert mindig csúfolták a neve miatt (Montgomery Montgomery), és azt tervezte, hogy meghívja a tudóstársait, és rájuk szabadítja a kígyót. Amikor mindenki halálra rémül, bejelenti, hogy ez a kígyó a légynek sem tudna ártani. Mikor a kígyó kiszabadult, úgy látszott, beleharapott Sunny állába, de semmi nyomot nem hagyott, és ekkor Sunny harapott bele a kígyó farkába.
Monti úgy gondolta, hogy Stephano (Olaf gróf álruhában) el akarta tulajdonítani a viperát, hogy ő mutathassa be. Erre kirúgta, amiért Olaf megölte, azt tettetve, hogy a vipera ölte meg, a nevével alátámasztva a vádat.

### Dr. Georgina Orwell
Dr. Orwell A balszerencse áradása című könyvsorozat A szerencseszagú fűrésztelep című kötetének egyik szereplője.
Olaf gróf egyik bűntársa. Szemész de ért a hipnotizáláshoz is. Klaust hipnotizálta, amikor mindig eltört a szemüvege, mert direkt elgáncsolták. Ekkor átment a rendelőjébe, ami egy nagy szem alakú ház volt. Olaf, mint nővér dolgozott nála álruhában. Így próbálták Klaust gyilkosságra kényszeríteni és elvinni onnan, hogy meg tudják szerezni a vagyonukat, amiből ő részesedést kap. A kötet végén, amikor Sunnyval vívott, belépett a körfűrész alá és meghalt.
Írt egy könyvet A ritka szembetegségek címmel.

## Megjelent kötetek

### Magyarul
1. A baljós kezdet (The Bad Beginning) (ISBN 963-627-674-9 helyenként hibásan: (a katalógusokban formailag hibás ISBN-nel szerepel) ISBN 9630276749, ford. Fedina Lídia; Egmont-Hungary, Bp., 2001, 162 o.; ISBN 963-369-164-8, Alexandra, 2005, 162 o.)
2. A hüllők terme (The Reptile Room) (ISBN 963-627-662-5, ford. Fedina Lídia; Egmont-Hungary, Bp., 2001, 194 o.; ISBN 963-369-165-6, Alexandra, 2005, 195 o.)
3. A rejtélyes levél (The Wide Window) (ISBN 963-627-690-0, ford. Fedina Lídia; Egmont-Hungary, Bp., 2002, 208 o.; ISBN 963-369-166-4, Alexandra 2005, 208 o.)
4. A titkok malma (The Miserable Mill) (ISBN 963-627-727-3, ford. Nagyfejeő Rita; Egmont-Hungary, Bp., 2002, 194 o.)
5. A zord iskola (The Austere Academy) (ISBN 963-370-034-5, ford. Fedina Lídia; Alexandra, Pécs, 2006, 240 o.)
6. A liftakna titka (The Ersatz Elevator) (ISBN 978-963-370-137-9, ford. Fedina Lídia; Alexandra, Pécs, 2007, 272 o.)
7. A visszataszító város (The Vile Village) (ISBN 978-963-370-260-4, ford. Fedina Lídia; Alexandra, Pécs, 2007, 232 o.)
8. A halálos műtét (The Hostile Hospital) (ford. Fedina Lídia; Alexandra, Pécs, 2007, 272 o.)

### Magyarul meg nem jelent kötetek
1. The Carnivorous Carnival
2. The Slippery Slope
3. The Grim Grotto
4. The Penultimate Peril
5. The End